# Derkylides
Derkylides (altgriechisch Δερκυλίδης Derkylídēs, auch Derkyllides) war ein antiker griechischer Philosoph. Er war Platoniker und lebte wahrscheinlich in der ersten Hälfte des 1. Jahrhunderts v. Chr.
Über Derkylides’ Leben ist nichts überliefert, seine schriftliche Hinterlassenschaft ist nur aus einigen Erwähnungen und Zitaten bei späteren Autoren bekannt. Soweit ersichtlich hat er sich ausschließlich mit der Erläuterung von Platons Lehre befasst, wobei sein besonderes Interesse mathematischen und astronomischen Fragen galt. Sein großes Werk hieß „Über die Philosophie Platons“ und umfasste mindestens elf Bücher. Möglicherweise sind alle ihn betreffenden Angaben im antiken Schrifttum diesem Werk entnommen. Theon von Smyrna zitiert eine Abhandlung oder eher einen Abschnitt eines Werks des Derkylides mit dem Titel „Über die Spindel und die Wirteln, von denen bei Platon in der Politeia die Rede ist“. Damit ist eine Begebenheit im Mythos des Er in Platons Dialog Politeia gemeint. Wahrscheinlich handelt es sich nicht um ein eigenständiges Werk über dieses Spezialthema; möglicherweise ist von einem Kapitel der Schrift „Über die Philosophie Platons“ die Rede. Der spätantike Neuplatoniker Proklos berichtet in seinem Politeia-Kommentar, Derkylides habe die Fortdauer der Himmelsbewegungen auf deren Rotationscharakter zurückgeführt und geschrieben, dass die Gestirne fallen müssten, wenn ihre Bewegung zum Stillstand käme. An anderer Stelle gibt Proklos eine Ansicht wieder, die er Anhängern des Derkylides zuschreibt; daraus geht hervor, dass Derkylides Schüler hatte. Ferner schreibt Proklos in seinem Kommentar zu Platons Dialog Timaios, Derkylides habe gemeint, dass der nicht namentlich genannte vierte Gesprächsteilnehmer in diesem Dialog der Autor selbst sei.
Der Mittelplatoniker Albinos berichtet, Derkylides habe ebenso wie Thrasyllos, ein philosophischer Schriftsteller und Berater des Kaisers Tiberius, die Dialoge Platons in Tetralogien (Vierergruppen) eingeteilt. Albinos missbilligt diese Einteilung, insoweit sie als Empfehlung für die Reihenfolge der Lektüre aufgefasst wird. Da der berühmte Gelehrte Varro in seinem zwischen 47 und 45 v. Chr. entstandenen Werk De lingua Latina Platons Dialog Phaidon, statt ihn namentlich zu nennen, als den „vierten“ bezeichnet und der Phaidon tatsächlich der vierte Dialog der ersten Tetralogie ist, hat Varro anscheinend die Tetralogienordnung bereits gekannt. Deren Einführung kann somit nicht dem im Jahr 36 n. Chr. gestorbenen Thrasyllos zugeschrieben werden, sondern sie muss schon vor 45 v. Chr. veröffentlicht worden sein. Thrasyllos hat vermutlich nur zu ihrer Verbreitung beigetragen und vielleicht auch Änderungen vorgenommen. Daher wird in der Forschung meist angenommen, dass Derkylides der Urheber ist; wenn dies zutrifft, lässt sich daraus erschließen, dass er in der ersten Hälfte des 1. Jahrhunderts v. Chr. gelebt hat, denn die Varro-Stelle ist der älteste Beleg für die Tetralogien, im 2. Jahrhundert v. Chr. gab es sie wohl noch nicht. Allerdings ist diese Auffassung umstritten; eine Gegenhypothese lautet, dass der Urheber der Tetralogienordnung unbekannt ist und dass Derkylides im 1. Jahrhundert n. Chr. lebte, nach der Zeit des Thrasyllos.